# Liebesperlen

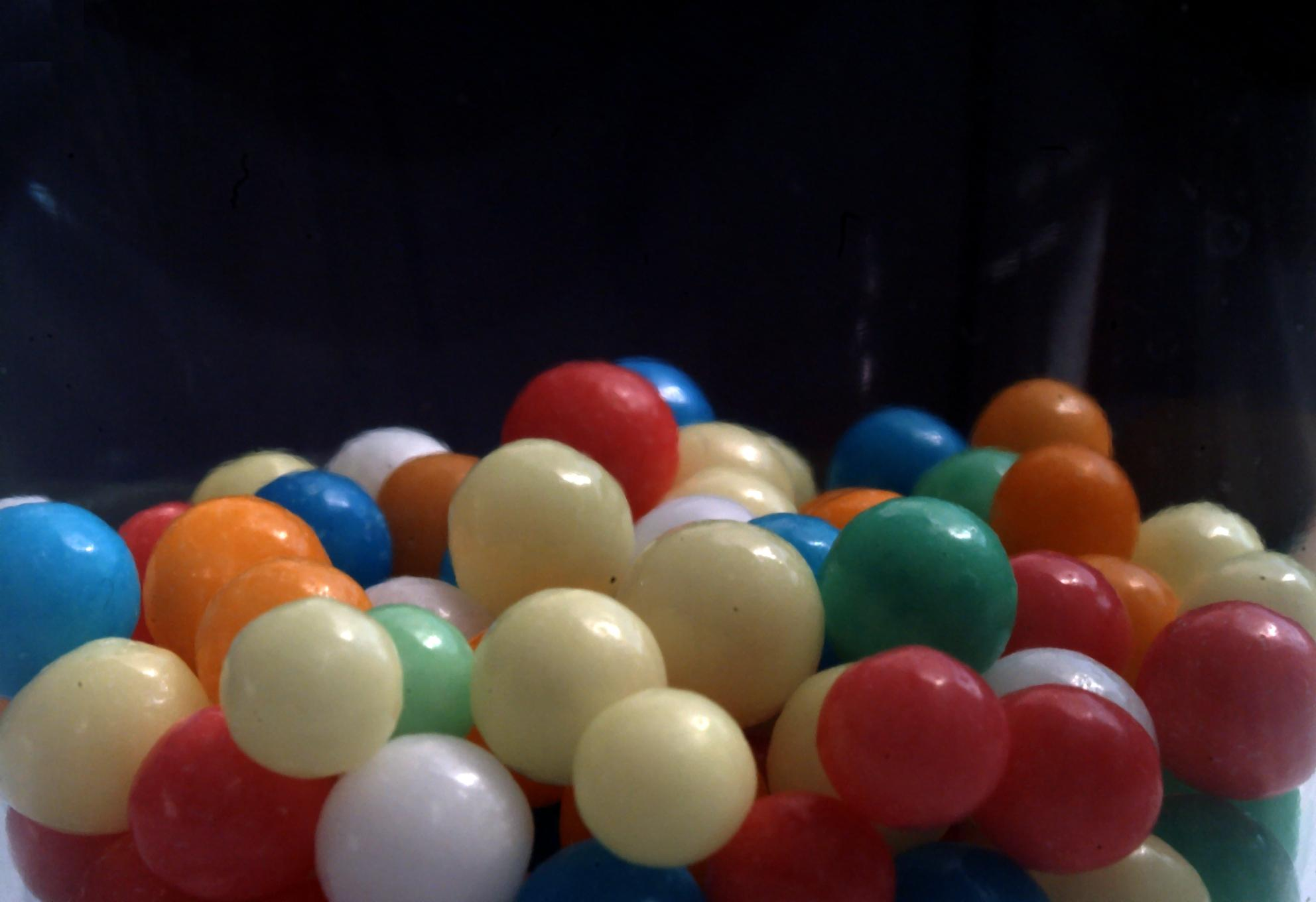
Liebesperlen in Nahaufnahme

Liebesperlen sind in verschiedensten Farben gefärbte Dragées aus Zucker mit einem Durchmesser von wenigen Millimetern. Sie werden oft auf Volksfesten und Jahrmärkten angeboten.
Die ersten Liebesperlen wurden 1908 in der am 16. August 1896 gegründeten und noch heute bestehenden Süßwarenfabrik Rudolf Hoinkis in Görlitz hergestellt. Den Namen der Süßigkeit soll die Frau des Erfinders Rudolf Hoinkis (1876–1944) vorgeschlagen haben, als dieser die Zuckerkügelchen am Freitag, dem 3. April 1908, mit nach Hause brachte. Der Legende nach stellte er die Neuerung Frau und Sohn mit den Worten vor: Er liebe sie genauso wie die Perlen, für die er noch keinen Namen habe. Woraufhin seine Frau Elfriede den Namen „Liebesperlen“ vorschlug.

## Herstellung
Hergestellt werden Liebesperlen aus Traubenzucker, Zuckerwasser und Lebensmittelfarbstoffen durch Dragieren. Der Kern der Liebesperlen besteht aus einem einzelnen Zuckerkristall. Er muss eine bestimmte Größe haben und wird aus dem gelieferten Zucker eigens herausgesiebt. In schräg rotierenden Kupferkesseln werden diese Kristalle immer wieder mit einer Lösung aus Traubenzucker besprüht und abgestreut. In circa hundert Stunden wird der Kristall im Kern Schicht um Schicht mit 60 bis 70 Drageedecken umschlossen.
Liebesperlen werden in mehr als 22 Ländern vertrieben. Die Verpackungen der blau-gelb-grün-weiß-rot-orangefarbenen Perlenmischungen haben die Form von Trompeten oder Schirmen, Malstiften und Wunderröhrchen mit Schlüsselanhängern, Sammelfiguren und Minibausätzen. Typisch sind die Babyflaschen, in denen sie schon seit 1908 angeboten werden.

## Ähnliche Produkte

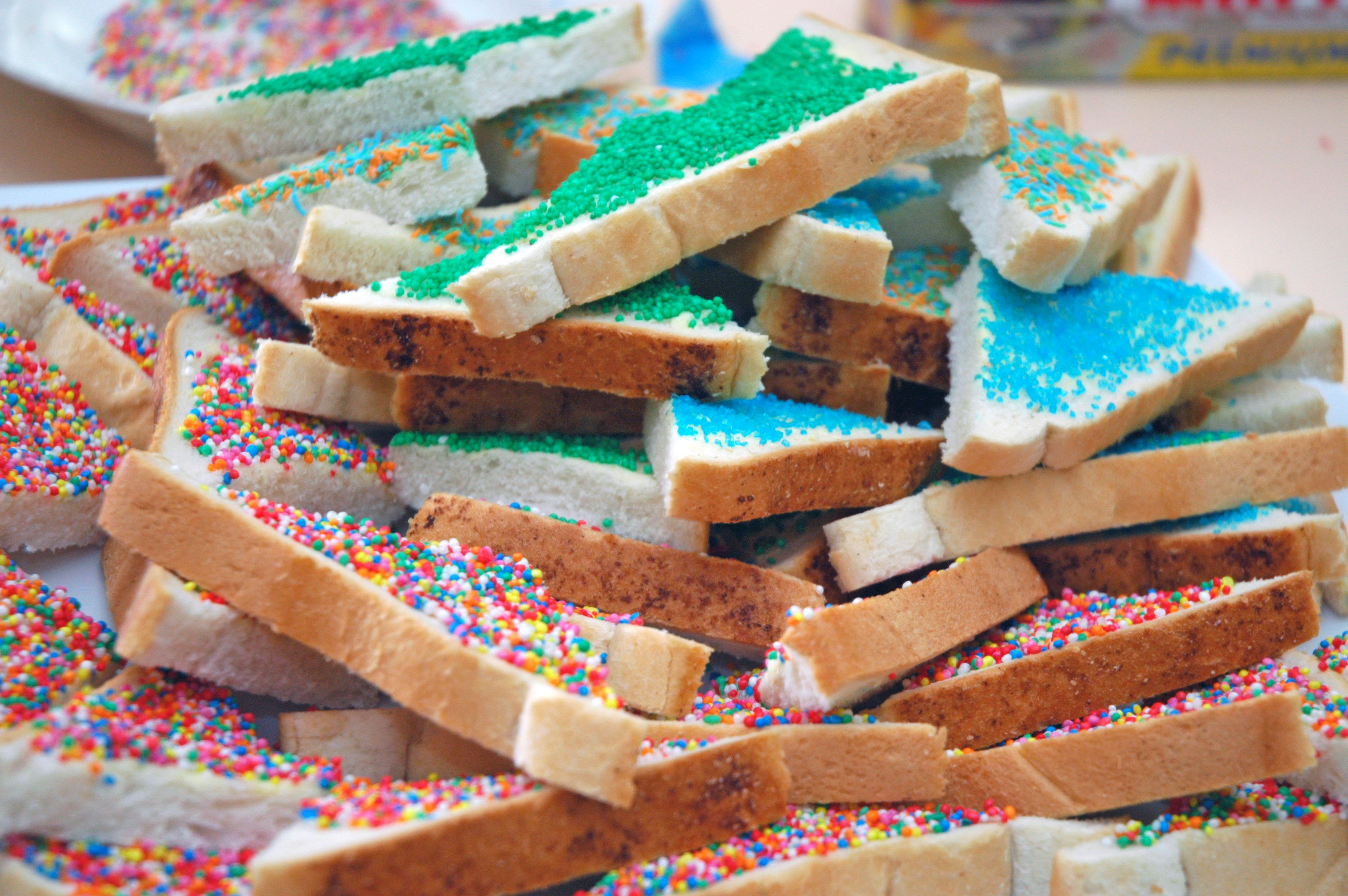
Liebesperlen auf Feenbrot

Ähnliche Produkte sind Zuckerstreusel oder Nonpareille (frz. „unvergleichlich“) mit einem Durchmesser unter 1 mm, die zum Verzieren von Schokoladenprodukten oder Plätzchen genutzt werden.
Schokolinsen hingegen haben einen Kern aus Schokolade.
Fairy bread (Feenbrot) ist eine Süßspeise für Kinder. Sie besteht aus Weißbrot mit kleinen Zuckerperlen – Hundreds and Thousands bzw. 100’s and 1000’s genannt – und ist besonders in Australien und Neuseeland bekannt.
Eine ähnliche Süßspeise ist in den Niederlanden und Belgien verbreitet: Hagelslag ist ein Brotbelag mit Schokostreuseln.

## Sonstiges
Eine Pflanzenart, die Chinesische Schönfrucht, wird wegen der Ähnlichkeit ihrer Früchte mit Liebesperlen auch als Liebesperlenstrauch bezeichnet.